# Jean-Pierre Guay
Pour les articles homonymes, voir Guay.
Jean-Pierre Guay (Québec, 12 juin 1946 – Québec, 25 décembre 2011) est un poète, romancier, essayiste, scénariste, recherchiste, auteur de chansons, agent d'information, attaché de presse, secrétaire de rédaction et coordinateur de manifestations culturelles québécois.
Il est notamment l’auteur d’un imposant Journal, publié d'abord chez Pierre Tisseyre, (6 tomes), puis aux éditions Les Herbes rouges, qui reprennent les volumes précédents avant de publier la suite. Tous ces tomes couvrent une période allant du 1er janvier 1985 à novembre 2000.
En 1971, bénéficiant d'un bourse attribuée par le gouvernement français, il participe à un stage de perfectionnement en journalisme au journal Le Figaro. Il est l'un des fondateurs de la revue Estuaire et membre de son comité de rédaction de 1976 à 1980. Il écrit également dans Le Devoir, Le Soleil, La Presse, L'Action et La Nouvelle Barre du jour.
De 1982 à 1984, il assure la présidence de l'Union des écrivaines et des écrivains québécois.
En 2013, l'Union des écrivaines et des écrivains québécois crée la Bourse Jean-Pierre Guay – Caisse de la culture, dont le premier lauréat est Jonathan Harnois.

## Œuvres
Le journal (ordre de parution)
- GUAY, Jean-Pierre, Journal I, II, III, iV, V, VI, (1985-1988), Montréal, Pierre Tisseyre, Le Cercle du livre de France.
- GUAY, Jean-Pierre ([1986] 1997), La paix, rien d'autre : le journal, janvier - août 1985, Montréal, Les Herbes rouges.
- GUAY, Jean-Pierre ([1986] 1997), Flâner sous la pluie : le journal, août 1985 - avril 1986, Montréal, Les Herbes rouges.
- GUAY, Jean-Pierre ([1987] 1997), Le grand bluff : le journal, avril - novembre 1986, Montréal, Les Herbes rouges.
- GUAY, Jean-Pierre ([1987] 1997), Un homme trop bon : le journal, novembre 1986 - mars 1987, Montréal, Les Herbes rouges.
- GUAY, Jean-Pierre ([1988] 1997), Où je n'écris plus rien : le journal, avril - novembre 1987, Montréal, Les Herbes rouges.
- GUAY, Jean-Pierre ([1990] 1997), Seul sur le sable : le journal, novembre 1987 - juillet 1988, Montréal, Les Herbes rouges.
- GUAY, Jean-Pierre (1993-2016), Cthulhu, la joie : le journal, novembre - décembre 1992, Montréal, Les Herbes rouges.
- GUAY, Jean-Pierre (1997), François, les framboises et moi : le journal 28 juillet - 17 août 1993, Montréal, Les Herbes rouges.
- GUAY, Jean-Pierre (1997), Maman : le journal, 17 août - 23 septembre 1993, Montréal, Les Herbes rouges.
- GUAY, Jean-Pierre (1998), Un certain désemparement : le journal, 24 septembre – 10 décembre [1993], Montréal, Les Herbes rouges.
- GUAY, Jean-Pierre (1998), Bungalow : le journal, 6 décembre 1993 - 17 janvier 1994, Montréal, Les Herbes rouges.
- GUAY, Jean-Pierre (2000), La Mouche et l'Alliance : le journal : 24 février - 8 mai 1999, Montréal, Les Herbes rouges.
- GUAY, Jean-Pierre (2000), J'aime aussi les bisons : le journal, 8 mai- 21 novembre 1999, Montréal, Les Herbes rouges.
- GUAY, Jean-Pierre (2000), Un enfant perdu dans la foule : le journal, 29 juin - 26 juillet 1993, Montréal, Les Herbes rouges.
- GUAY, Jean-Pierre (2001), Mon ex aux épaules nues : le journal : 16 octobre - 26 novembre 2000, Montréal, Les Herbes rouges.
- GUAY, Jean-Pierre (2001), Le Cœur tremblant : le journal, 29 décembre 1992 - 19 janvier 1993, Montréal, Les Herbes rouges.
- GUAY, Jean-Pierre, (2002), Démon, la voie royale : le journal, 19 janvier - 16 février 1993, Montréal, Les Herbes rouges.
- GUAY, Jean-Pierre (2002), Le Miracle : le journal, 16 février - 11 mars 1993, Montréal, Les Herbes rouges.
- GUAY, Jean-Pierre (2003), Fragments, déchirures et déchirements : le journal, 27 octobre 1992-30 avril 1996, Montréal, Les Herbes rouges.

Poésie
- Porteur d'os, Guy Chambelland, Paris, 1974.
- Ô l'homme, Guy Chambelland, Paris, 1975.
- Tom, NBJ, Montréal, 1985.
- Le Premier Poisson rouge, Les Herbes Rouges, Montréal, 1999.
- L'Errance amoureuse, Les Herbes Rouges, Montréal, 2012. (À signaler: cet ouvrage est encore le Journal — avril-juin 2010 — sous une forme versifiée.)

Romans
- Mis en liberté, Pierre Tisseyre, Montréal, 1974.
- Le Bonheur de Christian Dagenais, Pierre Tisseyre, Montréal, 1980

Essais
- Voir les mots, Pierre Tisseyre, Montréal, 1975.
- Lorsque notre littérature était jeune, Pierre Tisseyre, Montréal, 1983.

## Honneurs
- 1972 - Prix international la Licorne
- 1974 - Prix du Cercle du livre de France, Mise en liberté